# Studio per la statua equestre di Francesco Sforza
Lo Studio per la statua equestre di Francesco Sforza è un disegno di Antonio Pollaiolo, conservato al Metropolitan Museum of Art di New York (MET).

## Storia e descrizione
Questo è uno dei due studi, ricordati da Giorgio Vasari nelle Vite e che facevano parte della sua collezione, nota come Libro de' disegni di Giorgio Vasari. I due disegni furono realizzati dal Pollaiolo per il monumento equestre a Francesco Sforza, che era stato duca di Milano dal 1452 al 1466. L'opera non andò in porto e nel 1482 Ludovico il Moro propose a Leonardo da Vinci di creare la statua equestre di suo padre Francesco Sforza: di questa opera leonardesca ci restano disegni del cavallo.
Nel disegno di Pollaiolo il cavallo pesta con gli zoccoli un uomo nudo che rappresenta la città di Verona, vinta e assoggettata a Milano. Il disegno, netto nei suoi contorni, è stato realizzato a penna e a bistro, con ombreggiatura all'acquarello, su un fondo scuro.
Fu esposto a Buffalo nel 1935, a Philadelphia nel 1950-1951, a Cincinnati nel 1959.
L'altro disegno, menzionato da Vasari, si conserva a Monaco di Baviera, allo Staatliche Graphische Sammlung. Si tratta di uno schizzo a bistro, su un fondo marrone scuro, che misura 22x20,8 cm ed è mancante dell'angolo sinistro inferiore e di tutto il basamento, poiché il bordo inferiore del foglio è stato stracciato. Il disegno è in cattivo stato di conservazione. Ha scritto Bernard Berenson: «La somiglianza fra questi gruppi equestri e il superbo disegno di cavaliere dell'Uccello è lampante»